# Falcatula
Falcatula is een geslacht van vlinders uit de onderfamilie Smerinthinae van de familie pijlstaarten (Sphingidae).

## Soorten
- Falcatula cymatodes Rothchild & Jordan, 1912
- Falcatula falcata (Hayes, 1963)
- Falcatula penumbra (Clark, 1936)
- Falcatula tamsi Carcasson, 1968